# Лотоцький Володимир-Богдан Львович
Володи́мир-Богда́н Льво́вич Лото́цький (15 травня 1883, Ценів — 17 березня 1958, Філадельфія) — український громадський діяч, журналіст, сьомий головний редактор «Свободи». Син Льва Лотоцького, брат Антона та Михайла Лотоцьких

## Біографія
Володимир Лотоцький народився в 1883 році в Ценеві на Галичині нині Козівської селищної громади, Тернопільського району, в сім'ї педагога і письменника Лева Лотоцького (1850—1926).
Під час навчання в Бережанській гімназії був членом таємного гуртка «Молода Україна».
Ще зі Львова, де Володимир Лотоцький працював у редакції газети «Діло», а з 1910 року — львівської газети «Свобода» Українського Народного Комітету, листувався з Йосипом Стеткевичем і Богданом Дуткевичем та отримав від них запрошення працювати в редакції газети «Свобода», яке прийняв, приїхавши до Америки в січні 1914 року.
Відтоді до 1 травня 1916 року та від 1 листопада 1917 року до 1 квітня 1926 року він був редактором «Свободи». Її головним редактором став від 16 серпня 1919 року. Його партнером у цій справі Редакційна комісія призначила 4 січня 1921 року Омеляна Рев'юка.
Після ліквідації цієї комісії і передання її обов'язків Екзекутиві Українського Народного Союзу, до липня 1943 року працював редактором української католицької газети «Америка», а потім «Народної Волі».
Поза редакторською працею Володимир Лотоцький був касиром Просвітньої комісії Українського народного союзу (який саме за часів Лотоцького змінив назву з Руського народного союзу), членом створеного Загального Українського Комітету, Екзекутиви Федерації Українців в Америці, секретарем Українського Народного Комітету і секретарем Ліґи Чотирьох Народів.
Брав участь у підготовці Енциклопедії українознавства, зокрема, перекладав гасла з української для англомовної версії видання.
Помер Лотоцький Володимир-Богдан Львович у 1958 році у Філадельфії.

## Родина
Дружина Олена Лотоцька — активна громадська діячка, довголітня голова СУА.